# Emil von Rohrscheidt
Karl Friedrich Emil von Rohrscheidt (* 11. April 1809 in Reichenbach; † 8. August 1886 in Brieg) war ein deutscher Landrat, Rittergutsbesitzer und Parlamentarier in Preußen.

## Leben
Emil von Rohrscheidt stammte aus einem böhmischen Adelsgeschlecht und war der älteste Sohn des preußischen Rittmeisters Wilhelm von Rohrscheidt (1780–1845) und älterer Bruder von Richard von Rohrscheidt. Er besuchte das Gymnasium in Brieg und studierte anschließend an der Königlichen Universität zu Breslau und der Rheinischen Friedrich-Wilhelms-Universität Kameralwissenschaften. 1829 wurde er Mitglied des Corps Rhenania Bonn. Nach dem Tod seines Vaters übernahm er 1845 dessen Rittergut in Deutsch Steine. Rohrscheidt war von 1848 bis 1871 Landrat des Landkreises Brieg. Von 1849 bis 1852 saß er im Preußischen Abgeordnetenhaus, in der 1. Legislaturperiode als Abgeordneter des Wahlkreises Merseburg 2 in der Fraktion des Rechten Centrums und in der 2. Legislaturperiode als Abgeordneter des Wahlkreises Merseburg 1 in der Fraktion des Centrums.

## Familie
Er heiratete am 22. November 1842 in Brieg Linda von Kyaw (1816–1847). Das Paar hatte mehrere Kinder:
- Friedrich Wilhelm Benno Georg (1843–1854), Fortseleve
- Friedrich Wilhelm Richard (1845–1866), preußischer Leutnant, starb an den Verwundungen in der Schlacht bei Königgrätz
- Gertrud (*/† 1847)

Nach dem Tod seiner ersten Frau heiratete er am 16. Juni 1853 Luise Reymann (1824–1898), mit der er folgende Kinder hatte:
- Max (1854–1919), Herr auf Deutsch Steine, Deichhauptmann, Kreisdeputierter ⚭ 1888 Alice von Löbbecke (* 1868)[3]
- Karl Friedrich Emil (1856–1903), preußischer Rittmeister a. D.
- Kurt (1859–1928), preußischer Generalmajor ⚭ 1892 Claire Friedericke Maron (1865–1922)
- Friedrich Wilhelm Victor (*/† 1861)
- Friedrich Wilhelm (1863–1865)